# Lijst van voetbalinterlands België - Italië (vrouwen)
Deze lijst van voetbalinterlands is een overzicht van alle officiële voetbalinterlands tussen de nationale vrouwenteams van België en Italië. De landen hebben tot nu toe twaalf keer tegen elkaar gespeeld.

## Wedstrijden
| №  | Plaats        | Datum            | Competitie              | Wedstrijd       | Uitslag |
| -- | ------------- | ---------------- | ----------------------- | --------------- | ------- |
| 1  | Atri          | 28 juli 1978     | Mundialito 1978         | Italië − België | 2 − 1   |
| 2  | Castelsardo   | 29 augustus 1981 | Vriendschappelijk       | Italië − België | 1 − 0   |
| 3  | Caorle        | 21 augustus 1984 | Mundialito 1984         | Italië − België | 4 − 0   |
| 4  | Oud-Heverlee  | 26 februari 1997 | Vriendschappelijk       | België − Italië | 1 − 1   |
| 5  | Monza         | 1 mei 2001       | Vriendschappelijk       | Italië − België | 2 − 0   |
| 6  | Leuven        | 13 november 2002 | Vriendschappelijk       | België − Italië | 1 − 5   |
| 7  | Larnaca       | 3 maart 2017     | Cyprus Women's Cup 2017 | Italië − België | 1 − 4   |
| 8  | Ferrara       | 10 april 2018    | WK 2019 kwalificatie    | Italië − België | 2 − 1   |
| 9  | Leuven        | 4 september 2018 | WK 2019 kwalificatie    | België − Italië | 2 − 1   |
| 10 | Manchester    | 18 juli 2022     | EK 2022                 | Italië − België | 0 − 1   |
| 11 | Milton Keynes | 16 februari 2023 | Arnold Clark Cup 2023   | Italië − België | 1 − 2   |
| 12 | Sion          | 3 juli 2025      | EK 2025                 | Italië − België | 1 − 0   |

## Samenvatting
| Competitie         | Totaal gespeeld | Winst België | Gelijk | Winst Italië | Doelsaldo België – Italië |
| ------------------ | --------------- | ------------ | ------ | ------------ | ------------------------- |
| WK-kwalificatie    | 2               | 1            | 0      | 1            | 3 − 3                     |
| EK-eindronde       | 2               | 1            | 0      | 1            | 1 − 1                     |
| Mundialito         | 2               | 0            | 0      | 2            | 1 − 6                     |
| Cyprus Women's Cup | 1               | 1            | 0      | 0            | 4 − 1                     |
| Arnold Clark Cup   | 1               | 1            | 0      | 0            | 2 − 1                     |
| Vriendschappelijk  | 4               | 0            | 1      | 3            | 2 − 9                     |
| Totaal             | 12              | 4            | 1      | 7            | 13 − 21                   |